# Pyrgotettix pueblensis
Pyrgotettix pueblensis är en insektsart som beskrevs av Kevan, D.K.M., A. Singh och Akbar 1964. Pyrgotettix pueblensis ingår i släktet Pyrgotettix och familjen Pyrgomorphidae. Inga underarter finns listade i Catalogue of Life.